# Eraste Pétrovitch Fandorine
Éraste Pétrovitch Fandorine (en russe : Эраст Петрович Фандорин) est le héros d'une série de romans policiers historiques de Boris Akounine intitulée Les enquêtes d'Éraste Fandorine. Dans cette série, l'auteur s'était fixé pour objectif d'écrire chaque roman dans un style policier différent : roman de conspiration, roman d'espionnage, roman hermétique, roman ethnographique etc.
Éraste Fandorine représente l'idéal de la noblesse du XIXe siècle : noble, dévoué, incorruptible, fidèle à ses principes. Par ailleurs, Éraste Fandorine est un bel homme aux manières irréprochables, fort d'un certain succès auprès des dames, bien que toujours solitaire. Il possède aussi un don inhabituel : il gagne à tous les coups à n'importe quel jeu de hasard, quel qu'il soit.

## Biographie
Éraste Pétrovitch est né en 1856 dans une famille noble appauvrie. Orphelin très jeune, il fut contraint d'entrer au service de la police moscovite pour subsister. En 1876, alors qu'il n'est encore que greffier de collège auprès de la police criminelle, Fandorine se trouve embarqué dans l'enquête sur le suicide suspect d'un étudiant, l'amenant à mettre au jour les plans de l'organisation secrète Azazel. De 1876 à 1878, il participe à la guerre russo-turque. De 1878 à 1882, il se trouve au Japon en qualité de diplomate avant de rentrer à Moscou accompagné de son serviteur japonais Masahiro Shibata.
Jusqu'en 1891, il est au service du général-gouverneur de Moscou pour les missions spéciales, mais quitte la fonction publique pour devenir ensuite détective privé. Il voyage alors fréquemment à l'étranger tout en retournant régulièrement à Moscou.
En 1919 a Kharkov, Fandorine enquête sur un complot du colonel Skukin, officier d'état-major de l'Armée des volontaires. Il périt dans l'explosion d"une draisine sabotée par les conspirateurs.

## SérieÉraste Pétrovitch Fandorine
1. Azazel (2001) (Азазель, 1998 dont l'action se déroule à Moscou, à Londres et à Saint-Pétersbourg en 1876) - Version russe illustrée par Igor Sakourov[1] Prix Mystère de la critique 2002
2. Le Gambit turc (2001) (Турецкий гамбит, 1998 dont l'action se déroule en Bulgarie en 1877)
3. Léviathan (2001) (Левиафан, 1998 dont l'action se déroule en mer en 1878) - Version russe illustrée par Igor Sakourov[2]
4. La Mort d'Achille (2002) (Смерть Ахиллеса, 1998 dont l'action se déroule à Moscou en 1882) - Version russe illustrée par Igor Sakourov[3]
5. Missions spéciales (2002) (Особые поручения), 1999 suite de deux nouvelles :
  - Le Valet de pique (Пиковый валет, dont l'action se déroule à Moscou en 1886) - Version russe illustrée par Igor Sakourov[4]
  - Le Décorateur (Декоратор, dont l'action se déroule à Moscou en 1889) - Version russe illustrée par Igor Sakourov[5]
6. Le Conseiller d'État (2003) Статский советник, 1999 dont l'action se déroule à Moscou en 1891)
7. Le Couronnement, ou le Dernier des Romanov (2005) (Коронация, или Последний из романов, 2000 dont l'action se déroule à Moscou en 1896) - Version russe illustrée par Igor Sakourov[6]
8. La Maîtresse de la mort (2006) (Любовница смерти, 2001 dont l'action se déroule à Moscou en 1900)
9. L'Amant de la mort (2006) (Любовник смерти, 2001 dont l'action se déroule à Moscou en 1900)
10. L’Attrapeur de libellules (2003) (Алмазная колесница, 2003 dont l'action se déroule en Russie en 1905 et au Japon en 1878)
11. Le Chapelet de jade (2009) (Нефритовые четки, 2007 recueil de nouvelles, dont les récits se déroulent entre 1881 et 1900.)
12. La Prisonnière de la tour (2012) (recueil de nouvelles issues aussi de Нефритовые четки, 2007 dont les récits se déroulent entre 1881 et 1900.)
13. Le Monde entier est un théâtre (2013) (Весь мир театр, 2009 dont l'action se déroule à Moscou en 1911)
14. La Ville Noire (2015) (Черный город, 2012, dont l'action se déroule à Bakou en 1914).
15. Planète Eau (non paru en français) (Планета Вода, 2015, dont l'action en trois parties se déroule à Tenerife en 1903, dans la province de Zavolsk en 1906 et en Pologne en 1912).
16. Je ne dis pas au revoir (non paru en français)  (Не прощаюсь, 2018, dont l'action se déroule après la Révolution, le héros ayant été placé dans le coma pendant près de 4 ans depuis le début de la Première Guerre mondiale)